# Igreja Matriz de Freixo de Espada à Cinta
A Igreja Matriz de Freixo de Espada à Cinta, Igreja Paroquial de Freixo de Espada-à-Cinta, Colegiada de Freixo de Espada-à-Cinta ou Igreja de São Miguel, é um templo cristão situado na freguesia de Freixo de Espada à Cinta e Mazouco, no município de Freixo de Espada à Cinta.
É uma igreja salão de arquitetura manuelina. A moldura da porta lateral é atribuível a João de Castilho, arquitecto da corte manuelina, que viveu dois anos em Freixo de Espada à Cinta.
A Igreja Matriz de Freixo de Espada à Cinta está classificado como Monumento Nacional desde 1910.

## Antigo retábulo quinhentista
Sobrevivem no seu interior as pinturas e parte da decoração de um antigo retábulo pintado entre 1520 e 1535 e que terá sido desmontado na época barroca. O seu pintor foi provavelmente um discípulo de Grão Vasco. Ao todo são 16 painéis de pequena dimensão representando cenas da vida da Virgem (Encontro na Porta Dourada, Anunciação, Natividade, Epifania, Apresentação de Jesus no Templo, Fuga para o Egito, Jesus entre os doutores e Assunção de Maria) e da paixão de Cristo (Última Ceia, Oração de Cristo no horto, Prisão de Cristo, Ecce Homo, Calvário, Lamentação de Cristo, Ressurreição e Pentecostes).
Pinturas quinhentistas
- Natividade (1520—35) por discípulo de Grão Vasco
- Epifania
- Fuga para o Egito